# Microwriter
Le Microwriter 

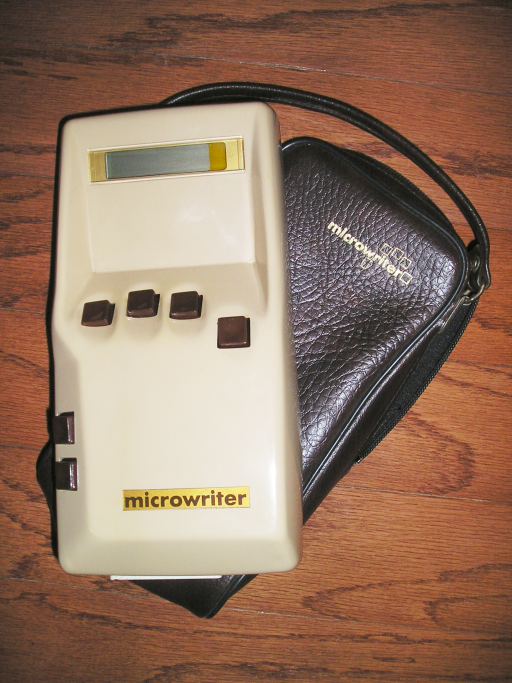
Un Microwriter MW4 (vers 1980).

est un petit appareil portatif muni d'un clavier accord de 6 touches et d'un affichage LCD d'une dizaine de caractères permettant l'écriture et le traitement de texte. 

## Histoire
Le Microwriter a été inventé par Cy Endfield, réalisateur américain ayant vécu au Royaume-Uni.
Il a été commercialisé dans les années 1980 par la société Microwriter Ltd à Londres.

## Microwriter MW4
- Dimension  23 cm x 12 cm x 5 cm
- six boutons clavier accord.
- 1 ligne d'affichage LCD
- un connecteur RS-232  permettant de le relier à une imprimante
- un connecteur 37 pin D-type permettant de le relier à un poste de télévision
- un petit logiciel de traitement de texte
- 16 kilooctets de mémoire.

## Principe
Chaque caractère est tapé en pressant plusieurs touches simultanément de la même manière que l'on joue une note sur un saxophone.